# Richard Escot
 (février 2009).
Si vous disposez d'ouvrages ou d'articles de référence ou si vous connaissez des sites web de qualité traitant du thème abordé ici, merci de compléter l'article en donnant les références utiles à sa vérifiabilité et en les liant à la section « Notes et références ».
 (mai 2022).
- Si vous ne connaissez pas le sujet, laissez ce bandeau (vous pouvez alors contacter les auteurs).
- Si vous supprimez le contenu mis en cause (vous pouvez préalablement contacter les auteurs),

argumentez précisément cette suppression dans la page de discussion
(un manque de référence n'est pas un argument ; une recherche réelle de référence doit avoir été effectuée, être formellement documentée).
Pour les articles homonymes, voir Escot.
Richard Escot, né à La Rochelle (Charente-Maritime) le 20 septembre 1959, est un journaliste sportif du journal français L'Équipe. 

## Biographie
Diplômé de psychologie à l'université de Poitiers, Richard Escot joue au rugby à La Rochelle, Marsilly, Poitiers, Fontenay-aux-Roses et Palaiseau. Assistant de production à RMC en 1983, il collabore en 1984 au mensuel Drop International. En 1985, il intègre la rubrique rugby du quotidien sportif L'Équipe, puis la rédaction de L'Équipe magazine entre 2000 et 2009. Il dirige ensuite la rubrique rugby de L'Équipe de 2009 à 2012, avant de rejoindre, à partir de 2013, la rédaction web, comme responsable du rugby. Il est depuis 2011 l'auteur du blog ovale Côté Ouvert
Il a écrit plusieurs biographies, dont celles de Philippe Sella (Éd. Solar, 1995), de Philippe Saint-André (Éd. Calmann-Lévy, 1999) et d'Abdelatif Benazzi (Éd. Flammarion, 2005) préfacée par Nelson Mandela, un livre d'entretiens avec Jean-Pierre Rives (Éd. La Martinière, 2003), plusieurs encyclopédies, dictionnaires et romans policiers. Son ouvrage, Cent ans de rugby bleu (Éd. Solar, 2005) a été préfacé par Jean Prat, et constitue le dernier témoignage du légendaire Mister Rugby.

### Famille
Richard Escot est le frère ainé de l'écrivain Pierre Escot. 

## Ouvrages
- Rugby au centre, avec J. Rivière (éditions Jacques-Grancher, 1984 ; Rééd. aug. Jean-Lacoste, 2001).
- Jeu mort, avec V. Launay (Vertiges, 1985) roman policier
- Les Stars du rugby, avec J. Rivière (Bordas, 1991)
- Stars et légendes (Solar, 1994)
- Les Exploits du Quinze de France (Solar, 1995 ; Rééd. aug., 2003)
- Planète rugby (La Sirène, 1995)
- Sella, l'or du rugby (Solar, 1995 ; Rééd. aug., 2003)
- L'année du rugby (La Sirène, 1996)
- Histoires secrètes (Solar, 1996)
- Un siècle de rugby, avec J. Rivière (Calmann-Levy, 1997, réact. 2015)
- Le Tournoi des Cinq Nations (Calmann-Levy, 1999)
- Saint-André l'inédit (Calmann-Levy, 1999)
- Sale temps sur Sydney, avec V. Launay (Solar, 2000) roman policier
- Le Rugby en 1200 images (Calmann-Levy, 2001)
- Saison rugby (Chronosports, 2002, 2003, 2004)
- Jean-Pierre Rives, d'art et d'essais (La Martinière, 2003)
- Cent ans de rugby bleu (Solar, 2005 ; Rééd. aug. 2011)
- Benazzi, une vie à l'essai (Flammarion, 2005 ; coll. J'ai lu, 2006)
- Rugby, un art de vivre (Calmann-Levy, 2005)
- Quinze de France, la grande aventure, collectif (L'Équipe, 2006)
- Le Rugby raconté aux enfants (La Martinière Jeunesse, 2007)
- Les Stars de la Coupe du monde 2007 (Éditions no 1, 2007)
- L'histoire secrète du Quinze de France, avec R. Bourel et L. Telo (Flammarion, 2007)
- Les Oblongues (Atlantica, 2008)
- Le Dico du rugby  (La Martinière Jeunesse, 2008)
- Jour de gloire (Philippe Rey, 2008)
- Portraits légendaires du rugby (Tana, 2009 ; réactualisé, 2011)
- Le Tournoi au cœur, avec O. Margot (L'Équipe, 2010)
- Rugby, une passion, collectif (La Martinière, 2010)
- La Grande histoire de la Coupe du monde, collectif (L'Équipe, 2010)
- Le dictionnaire du désir de lire, avec B. Jeantet (Honoré Champion, 2011)
- Le grand livre rugby (La Martinière Jeunesse, 2011)
- Rugby land (Philippe Rey, 2011)
- France-Angleterre, une guerre ovale de cent ans, avec A. Aymond, N. Habib (Glénat, 2014)
- Les 101 mots du rugby à l'usage de tous (Archibooks, 2015 ; réactualisé 2023)
- 110 ans d'exploits bleus (Solar, 2015)
- Dictionnaire des penseurs, avec Ch. Schaeffer (Honoré Champion, 2018)
- Jeux de lignes, littérature et rugby avec B. Jeantet (Privat, 2021)
- Oser savoir, Kant sous le regard de Richard Escot (Les défricheurs,2021)
- De Pétrarque à Kerouac, Pétrarque sous le regard de Richard Escot (Les défricheurs, 2022)
- Anthologie des Bleus (Solar, 2022)
- Les 50 héros de la Coupe du monde 2023 (Solar, 2023)
- Côté Ouvert, 2016-2023 : Chroniques d'un sacre reporté (Éditions Passiflore, 2023)